# Козырев, Сергей Владимирович
Серге́й Влади́мирович Ко́зырев (род. 14 апреля 1968, Смоленск) — российский математик, физик,специалист по математической физике и {\displaystyle p}-адическому анализу. Ведущий научный сотрудник МИАН, профессор РАН (2016).

## Биография
Родился в 1968 году. По окончании физматшколы при МГУ № 18 (1985) поступил на физический факультет МГУ им. М. В. Ломоносова, который окончил в 1991 году (выпуск "Суперкурс").
Работает в Математическом институте имени Стеклова РАН (МИАН) в Москве, там же защитил кандидатскую (1996) и докторскую (2007, специальность: 01.01.03 «математическая физика») диссертации. В настоящее время — ведущий научный сотрудник.
Научные интересы: {\displaystyle p}-адические всплески, спектральный анализ ультраметрических псевдодифференциальных операторов, ультраметрический и {\displaystyle p}-адический анализ и приложения в физике и биологии, квантовая вероятность и приложения в физике, стохастический предел квантовой теории.
Автор более 50 публикаций, в том числе в ведущих мировых журналах (см. полный список). Являлся членом оргкомитета и приглашённым докладчиком на многих международных конференциях. 
В 2016 году получил почётное учёное звание профессора Российской академии наук (РАН).